# Wally Hickel
Walter Joseph Hickel, detto Wally (Ellinwood, 18 agosto 1919 – Anchorage, 7 maggio 2010), è stato un politico statunitense.
È stato il secondo e ottavo governatore dell'Alaska, carica che ha ricoperto dal dicembre 1966 al gennaio 1969 e poi nuovamente dal dicembre 1990 al dicembre 1994. Rappresentante del Partito Repubblicano, è stato il 38º Segretario degli Interni degli Stati Uniti d'America dal gennaio 1969 al novembre 1970 sotto la presidenza di Richard Nixon.